# EU-Japan Economic Partnership Agreement

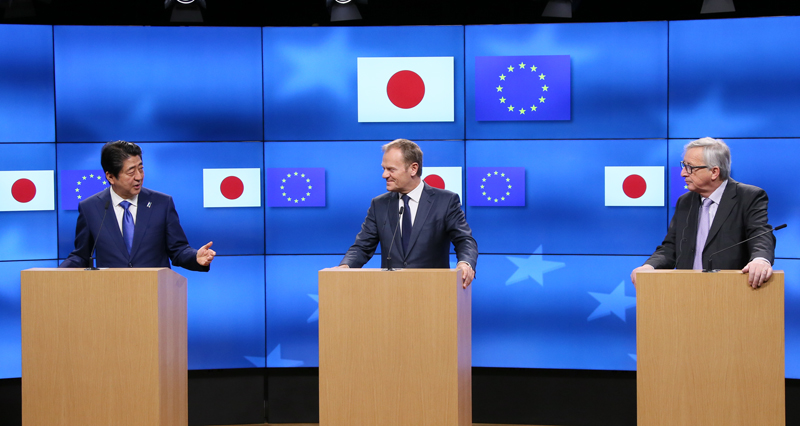
Shinzō Abe samen met Donald Tusk en Jean-Claude Juncker

Het EU-Japan Economic Partnership Agreement ("EU-Japan EPA", ook wel "JEFTA" genoemd) is een vrijhandelsverdrag, waarover werd onderhandeld tussen de Europese Unie en Japan.

## Historiek en status
Op 29 november 2012 machtigde de Europese Raad de Europese Commissie om de onderhandelingen met Japan te openen. Onderhandelingen over het ontwerp begonnen in 2013. Op de EU-Japan-top van 6 juli 2017 in Brussel werd een doorbraak bereikt, en op 8 december 2017 werden de onderhandelingen afgerond. Op 18 april 2018 heeft de Europese Commissie de tekst van de overeenkomst voorgelegd aan de Europese Raad. Na goedkeuring door de Raad gaat de overeenkomst naar het Europees Parlement. De Commissie hoopt het verdrag nog vóór het einde van haar huidig mandaat in 2019 in werking te laten treden.
Op 17 juli 2018 werd het ontwerpverdrag ondertekend op een EU-Japan topontmoeting.
In grote lijnen voorziet het akkoord:
- voor de landbouw: 
  - Japanse invoerheffingen op Europese kaas, wijn, runds- en varkensvlees worden (nagenoeg) opgeheven
  - meer dan 200 Europese beschermde geografische aanduidingen, en een selectie van Japanse aanduidingen worden erkend;
- in de dienstensector: 
  - opening van markten in financiële dienstverlening, e-commerce, telecommunicatie en transport
  - opening van de markt voor aanbestedingen in 48 grote Japanse steden, en de spoorsector
  - afbouw, over 7 jaar, van Europese invoerbeperkingen op Japanse auto's

Volgens de Europese Unie zijn anderzijds voldoende waarborgen ingebouwd inzake milieu en duurzaamheid, arbeidsrechten, en openbare  dienstverlening. 
Het akkoord omvat ook de wederzijdse erkenning van het stelsel van gegevensbescherming.
Het verdrag werd op 8 december 2018 goedgekeurd door de Japanse Diet, op 12 december 2018 door het Europees Parlement (474 voor, 152 tegen, 40 onthoudingen), en stond op de agenda van de Europese Raad op 21 december 2018. Daarmee trad het verdrag op 1 februari 2019 in werking.
Hoewel in de officiële communicatie meestal niet wordt gerept over de nog lopende onderhandelingen inzake investeringsbescherming en arbitrage, zijn de besprekingen hierover nog steeds gaande.

## Economische voordelen

### Douanetarieven en quota's
Het verdrag beoogt douanetarieven op te heffen op meer dan 90% van de Europese export naar Japan. Dit zou Europese exporteurs meer dan 1 miljard euro in geschrapte heffingen opleveren. Met name de landbouwsector zou hiervan profiteren, meer bepaald bij de export van varkens- en rundsvlees, van wijnen en kazen. Ook quota's en handelsbelemmeringen op industriële producten in onder meer de chemische sector en de textiel zouden afgeschaft of sterk teruggebracht worden.

### Overige bepalingen
Daarnaast bevat het verdrag uitgebreide afspraken rond niet-tarifaire handelsbelemmeringen, over de dienstensector, overheidsbedrijven en aanbestedingen, gegevensbescherming, intellectuele eigendomsrechten, duurzame ontwikkeling, ondernemingsbestuur, concurrentievermogen, arbitrage tussen staten, fraudebestrijding, en kleinere bedrijven.

## Transparantie
Na de controverse inzake transparantie rond het Trans-Atlantisch Vrijhandels- en Investeringsverdrag (TTIP) nam de Europese Commissie zich voor over deze onderhandelingen transparant te communiceren, en overleg te plegen met de burgermaatschappij. Volgens de NGO Corporate Europe Observatory was dit echter niet het geval, en waren de onderhandelingspartners van de Commissie vrijwel uitsluitend grote ondernemingen.
Ook nu weer werden onderhandelingsdocumenten gelekt naar onder meer Greenpeace Nederland.
Met “EU-Japan trade in your town” ontwikkelde de Europese Commissie een geografisch-interactieve webkaart, waar specifiek regionale informatie te vinden is, inclusief infografieken.

## Milieuaspecten
Op dit vlak stelden milieugroepen vragen ten aanzien van de walvisvangst. De Europese Commissie herhaalt in dit verband haar afwijzing van de walvisvangst en ondersteuning van de biodiversiteit via CITES, maar verzuimt uitdrukkelijk te verwijzen naar de Internationale Walvisvaartcommissie (IWC), de enige instantie die werkelijk bevoegd is op het stuk van de walvisvaart.
Een andere punt van kritiek betreft de illegale houtkap, waarvan Japan op grote schaal gebruik zou maken. De Europese Commissie verwijst weliswaar naar de eigen Europese verbodsmaatregelen ter zake, maar volgens milieugroepen wordt de handhaving door Japan in JEFTA nog zwakker omschreven dan in het door Japan eerder goedgekeurde Trans-Pacific Partnership (TPP).
Anderzijds is in het verdrag wel een vermelding opgenomen dat beide partijen de verplichtingen van het Akkoord van Parijs zullen nakomen. Klimaatjuristen twijfelen er echter aan in hoeverre de EU deze verplichtingen kan en zal afdwingen. Het klimaatakkoord vergt immers vaak een aanpassing van nationale wetgevingen, waarover het verdrag geen zeggingskracht heeft.

## Investeerder-staatarbitrage
Critici stellen zich eveneens vragen rond de afspraken inzake investeerder-staatarbitrage, een heikel punt bij de onderhandelingen rond TTIP. Het kernpunt hier is het zogenoemde right to regulate (beleidsbevoegdheid) van de overheid, tegenover de rechten van investeerders. In het eerder onderhandelde CETA-verdrag werden de investeerdersrechten vrij strikt geïnterpreteerd. Volgens de gelekte tekst echter zou die bevoegdheid van de overheid beperkt worden tot “maatregelen die noodzakelijk zijn voor legitieme beleidsdoelen”, waarbij natuurlijk de vraag rijst wie die noodzaak moet of kan aantonen.

## Ratificatie
Tijdens de onderhandelingen met Canada over CETA was het niet altijd duidelijk of het hier ging om een zogenoemd “gemengd verdrag”, hetgeen ratificatie vereist door alle lidstaten. In het Europees Parlement werd intussen de vraag gesteld of dit ook voor JEFTA het geval is. Volgens de EU-Commissie moet een onderscheid gemaakt worden tussen het handelsverdrag op zich, wat een EU-aangelegenheid is en dus geen ratificatie door de lidstaten behoeft, en het afzonderlijke hoofdstuk investeerder-staatarbitrage dat wel nog onderhandeld wordt.